# Nicolas Béhuchet
Nicolas Béhuchet de Musy de La Loupe d'Escrignolles était un financier et un amiral français du XIVe siècle, né en 1288 et mort exécuté le 24 juin 1340.

## Biographie

### Un financier au service des Valois
Bourgeois originaire du Mans, Nicolas Beuchet est dès les années 1310 un agent financier de Charles de Valois. En 1314, il donne sa procuration à l'un de ses concitoyens manceaux pour régler un différend avec ce prince.
Il travaille surtout pour le fils de celui-ci, Philippe de Valois, comte du Mans. Il est principalement percepteur de ce dernier mais opère aussi certains versements.
Devenu roi en 1328, Philippe de Valois nomme Beuchet  « maître de ses eaux et forêts ». La même année, il joue un rôle dans l'organisation des garnisons en Flandre. Il devient seigneur  de Musy, de La Loupe et d'Escrignolles en septembre 1328, du nom des terres qu'il acquiert par la même occasion et devient maître à la Chambre des comptes, s'occupe de fiscalité et de négociations financières. Il dirige notamment la ferme de la taxe de quatre deniers par livre pour les marchandises sortant du royaume. En 1331, Beuchet de Musy devient trésorier du roi, charge qu'il occupe quelques années.
Il épousa une descendante de Louis VI de France en la personne d'Aliénor de Dreux-Beaussart, dame de Châteauneuf, issue des vicomtes de Beu, branche cadette de la Maison capétienne de Dreux.

### Commandant de la flotte française
Nicolas Beuchet de Musy est placé au début de la guerre de Cent Ans à la tête d'escadres françaises en tant que « capitaine général de l'armée de mer ». Avec ses navires, il effectue plusieurs raids sur les côtes anglaises en raison du conflit franco-anglais lié à la succession pour la Couronne de France.
En effet, le roi Édouard III d'Angleterre, petit-fils de Philippe le Bel, est évincé de la succession de France en 1328. Cela se fonde sur un choix fait lors de la succession de Louis X de France en 1316. Dénonçant ce fait, il part en campagne militaire pour obtenir la Couronne de France, entraînant dans cette quête une nouvelle guerre franco-anglaise. 
Il lance des attaques navales contre l'île de Jersey qu'il ne parvient pas à conquérir en raison de la résistance des Jersiais commandés par le seigneur Renaud V de Carteret et son aide de camp le gardien des îles Anglo-Normandes Drouet de Barentin qui fut tué au château de Mont-Orgueil et auquel Renaud V succéda comme gardien de l'île de Jersey. Renaud V réussit à sauvegarder l'île de Jersey des forces françaises.
Contrairement à sa voisine, l'île de Guernesey fut conquise et occupée par les troupes françaises qui débarquèrent sous le commandement de Beuchet de Musy.
Le 24 mars 1338, ses navires incendièrent et pillèrent Portsmouth. Toujours en 1338, il attaque Aurigny.
Le 23 septembre 1338, il remporte avec Hugues Quieret la bataille d'Arnemuiden, à l'issue de laquelle il fait massacrer les prisonniers anglais.

### Bataille de l'Écluse

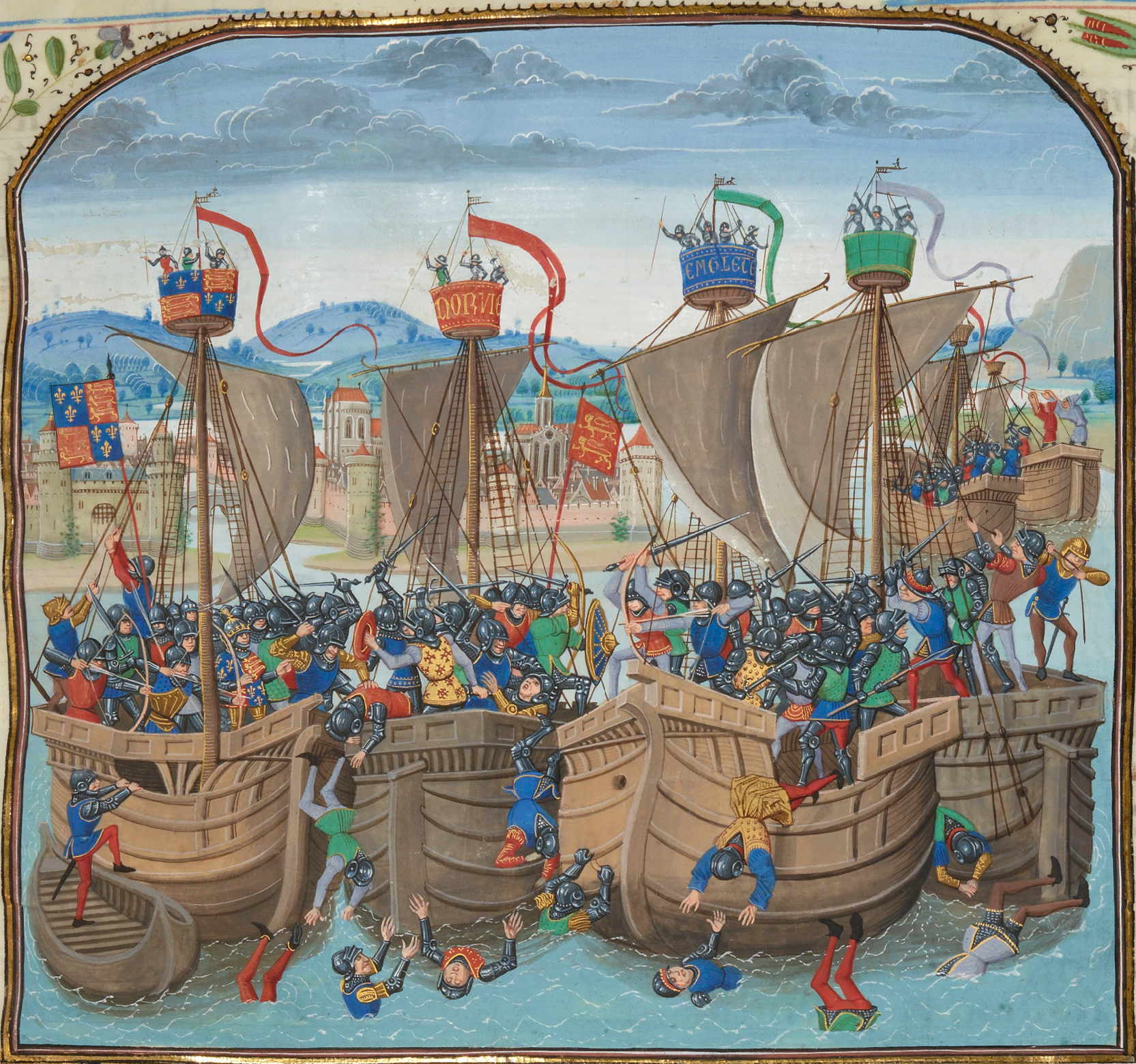
La bataille de l'Écluse, en 1340, lors de laquelle Nicolas Béhuchet trouva la mort.

En 1340, Beuchet de Musy est choisi par le roi avec Quieret pour commander la flotte française et empêcher le débarquement de l'armée d'Édouard III près de l'Écluse. Les deux commandants décident de transformer la flotte en « barricade » afin de stopper la flotte anglaise. Mais le 24 juin, celle-ci anéantit les navires français tandis qu'un très grand nombre de marins, privés d'échappatoire, périssent noyés. 
Pris par l'ennemi, Beuchet de Musy est pendu sur-le-champ à cause de la cruauté dont il a fait preuve à Arnemuiden.